# Hylomyscus pamfi
Hylomyscus pamfi — вид гризунів родини Мишевих. Новий вид був описаний на основі молекулярного (Cyt b та 16S rDNA секвенування генів) і морфометричного аналізу. Новий вид зустрічається в Беніні та Нігерії, а також, ймовірно, в Того. Він має 8.29–10.40% розбіжності від усіх інших видів Hylomyscus alleni видового комплексу і можна відрізнити від цих видів допомогою морфометричного багатовимірного аналізу.  Він суттєво відрізняється від свого найближчого родича, H. simus на основі вимірів зубного ряду. 